# Basilisk (mytologi)
|  | 'Basilisk kan også henvise til andre artikler, se Basilisk |
En basilisk er et fabeldyr i græsk og europæisk mytologi. Navnet kommer fra græsk basileos, "konge", basiliskos, "lille konge" og blev ofte kaldt reptilernes konge.
Den beskrives oftest som en stor slange eller øgle, men Plinius den Ældre beskrev basilisken som en lille slange, hvis gift var så dødelig at blot det at krydse dens spor var nok til at dræbe et menneske. Ud over den stærke gift blev det gerne sagt, at basiliskens blik kunne forvandle et menneske til sten. Mange kender basilisken, som en blanding mellem en slange og en hane.[kilde mangler] Basilisken har haft utallige former og oprindelser, en af måderne en basilisk kom til verden på var at en hanes æg blev udruget af en tudse, en anden er at basilisken kom fra vin eller øl, der havde gæret i mange hundrede år.[kilde mangler] Der fandtes også flere måde at dræbe basilisken på, at lade den se sig selv i et spejl kan dræbe den, eller at høre galet fra en hane.[kilde mangler]
- Wikimedia Commons har flere filer relateret til Basilisk (mytologi)

| Mytologi | Spire Denne artikel om mytologi er en spire som bør udbygges. Du er velkommen til at hjælpe Wikipedia ved at udvide den. |